# Bogo Grafenauer
Bogo Grafenauer, slovenski zgodovinar, * 16. marec 1916, Ljubljana, † 12. maj 1995, Ljubljana.

## Rod in otroštvo
Bogo Grafenauer je bil šesti otrok slovenskega narodnjaka koroškega rodu, literarnega zgodovinarja Ivana Grafenauerja in Ljudmile, rojene Dolžan, iz Zabreznice na Gorenjskem, prvi sin po petih deklicah. Bilo je drugo leto vojne, ki so jo zgodovinarji kasneje poimenovali 1. svetovna vojna. Le nekaj dni pred njegovim rojstvom je vojaška policija za dober mesec zaprla njegovega deda Mihaela, cerkovnika in organista pri cerkvi sv. Križa na Peravi. Skoraj hkrati je bil zaradi naklonjenih izjav do sovražnikov (Rusov) zaprt tudi Mihaelov bratranec, državnozborski poslanec na Dunaju Franc Grafenauer, in obsojen na pet let težke ječe (po dobrem letu je bil po amnestiji 1917 izpuščen). Za Bogom je bilo v družini rojenih še sedem otrok, od tega trije sinovi. Njegov oče je bil najprej profesor na gimnaziji v Kranju in potem v Ljubljani, čeprav si je srčno želel in prizadeval pridobiti mesto profesorja v Celovcu in tam koroške rojake vzgajati v zavedne Slovence. Ljubezen do Koroške in slovenstva se je tudi pri sinu prijela in nadaljevala vse življenje.
Vzgoji prvega sina je oče posvetil veliko pozornosti. Usmerjal ga je v spoznavanje svoje bogate knjižnice, z njim šahiral ter z njim in ostalimi otroki po dolgem in počez prepešačil vse slovensko narodnostno ozemlje, zlasti rodno Koroško, kjer se je slovenska beseda vse bolj umikala nemški. Ti izleti niso bili le zabava, ampak tehtno in hkrati zanimivo vsestransko spoznavanje krajev in pokrajine ob poti.
Ko je bil rojen Bogo (in šest bratcev in sestric za njim), so stanovali stanovali v trisobnem stanovanju v enem nadstropju zasebne hiše na Vrhovčevi 14, ki je bilo hkrati tudi precej drago. Zaradi pomanjkanja prostora so otroci spali tudi po predalnikih postelj, ki  so bili sicer namenjeni  za  shranjevanje posteljnine, poleg tega pa lastniki niso dovolili, da bi se otroci igrali na vrtu. Pri najstarejši, Bogomili so se kmalu pokazala znamenja jetike. Razen nje, ki je za jetiko umrla nekaj dni pred 24. rojstnim dnevom, in najmlajše Irene, ki je umrla za jetiko stara leto in pol, je ostala družina jetiko prebolela v milejši obliki. Šele pred rojstvom te zadnje deklice so se preselili v večje stanovanje v hiši ob Slovenski cesti, ki je bila cerkvena last in je bila tudi stanarina zmerna, še vedno pa s profesorsko plačo ni bilo lahko preživljati (in šolati) tako velike družine in je ta živela zelo skromno.

## Življenje in delo
Bogo je najprej od 1922 do 1927 obiskoval ljudsko šolo v Marijanišču. Po maturi na ljubljanski klasični gimnaziji se je leta 1935 vpisal na študij zgodovine na Filozofski fakulteti Univerze v Ljubljani ter leta 1940 diplomiral, leta 1944 pa doktoriral. Kot pripadnik mladih krščanskih socialistov (Akademsko društvo Zarja) se je udeležil t.i. Bohinjskega tedna leta 1939, kjer je v referatu orisal slovensko narodno vprašanje in poudaril, da je za slovenski narod v danem političnem položaju cepljenje na ideološki podlagi pogubno; najvažnejša je strnitev vseh demokratičnih narodnih sil in politična vzgoja naroda (Janko Prunk v Enciklopediji Slovenije). Med drugo svetovno vojno je bil do italijanske kapitulacije interniran v Gonarsu. Na ljubljanski Filozofski fakulteti je leta 1946 postal docent, 1951 izredni in  in 1956 redni profesor za zgodovino Slovencev od naselitve do 19. stoletja, predaval pa je tudi uvod v zgodovino (teorijo zgodovinske vede). Leta 1982 se je upokojil in 1984 postal zaslužni profesor, predaval pa je še do 1987. Od leta 1968 je bil dopisni (izredni), od marca 1972 pa redni član Slovenske akademije znanosti in umetnosti (SAZU), 1975 je postal dopisni član Akademije znanosti in umetnosti Bosne in Hercegovine (ANU BIH) in 1978 zunanji član Srbske akademije znanosti in umetnosti (SANU). Od leta 1947 do 1968 je bil urednik Zgodovinskega časopisa, 1968-74 predsednik Zgodovinskega društva Slovenije, 1974-78 predstojnik oddelka za zgodovino na Filozofski fakulteti, od 1977 je bil predsednik Kluba koroških Slovencev v Ljubljani, v letih 1978-88 je bil predsednik Slovenske matice, katere zaslužni član je postal 1992, od 1988 do smrti pa je bil predsednik znanstvenega sveta Zgodovinskega inštituta Milka Kosa ZRC SAZU. Bil je tudi podpredsednik Glavnega uredniškega odbora Enciklopedije Slovenije, za katero je prispeval več člankov.  
1963 in 1972 je dobil nagrado Kidričevega sklada, 1987 zamejsko Tischlerjevo nagrado in 1989 Kidričevo nagrado za življenjsko delo.
Raziskoval je predvsem starejšo srednjeveško zgodovino današnjega slovenskega prostora (6.-9. stoletje), zlasti zgodovino Karantanije, Kosezov, ustoličevanja koroških vojvod, etnogeneze in družbene strukture južnoslovanskih ljudstev ter probleme bizantologije. Ukvarjal se je tudi z agrarno zgodovino, zgodovino slovenskih kmečkih uporov in slovenskim narodnim vprašanjem v zgodovini. Raziskovanja je razširil na tudi na zgodovino drugih jugoslovanskih narodov in ob tem v zgodovinopisju postavil kot prvi vprašanje tipologije kmečkih uporov v okviru fevdalne družbe. 
Drugo področje njegovih raziskovanj predstavlja naselitev Slovencev in drugih Južnih Slovanov na Balkanu in v vzhodnih Alpah, vprašanje kontinuitete s staroselci, razmerja z Obri, nastanka prvih slovanskih držav (zlasti Karantanije), nastanka in oblik fevdalne družbe, posebno glede zgodnje fevdalne družbene strukture. Obravnaval je tudi oblikovanje južnoslovanskih etničnih skupin v srednjem veku v celoti in v zvezi s tem vprašanje razvoja srednjega Podonavja v 9. stoletju ter slovenske in slovanske kulturne zgodovine v tem obdobju. 
Tretje področje, kamor segajo njegove raziskave vse do 20. stoletja, je področje agrarne zgodovine (posebno agrarne tehnike in rentabilnosti agrarnega gospodarstva glede na drobni poljedelski obrat). 
V 19. in 20. stoletju imajo težišče razprave o narodnem razvoju na Koroškem, v isto obdobje pa segajo tudi nekatera druga njegova dela o zgodovini koroških Slovencev. Kot kristjan in izjemen poštenjak je objavil javno pismo cerkvenim oblastem (Ljubljanski nadškofiji) o vprašljivosti njihovih zahtev za denacionalizacijo slovenskih gozdov.  
Napisal je sintetično Zgodovino slovenskega naroda do sredine 19. stoletja (1954-62, 2. izdaja 1964-72) in bil med glavnimi avtorji Zgodovine narodov Jugoslavije (1953-59) ter Zgodovine Slovencev (1979). Posebej se je posvečal koroškemu vprašanju oz. narodnostnemu razvoju na Koroškem v 19. in začetku 20. stoletja ter oblikovanju severne slovenske narodnostne meje. Kot ekspert za slovensko severno mejo je sodeloval na pariški mirovni konferenci, od 1975 pa je bil član jugoslovanske delegacije mešane komisije za izvršitev arhivskega sporazuma z Avstrijo iz leta 1923. Uredil in komentiral je izbrano delo prvega slovenskega znanstvenega zgodovinarja Franca Kosa (1982), skupaj z Jaroslavom Šašlom in Franom Zwittrom pa tudi prevod Linhartovega Poskusa zgodovine Kranjske in ostalih dežel južnih Slovanov Avstrije (1981).  
Zgodovinarka je tudi njegova hči, Darja Mihelič.

## Dela (knjige)
- Ustoličevanje koroških vojvod in država karantanskih Slovencev, 1952
- Zgodovina slovenskega naroda I - V (5 zvezkov: 1954, 1955, 1956, 1960, 1962)
- Struktura in tehnika zgodovinske vede (1960, 2. izdaja 1972)
- Kmečki upori na Slovenskem, 1962
- Zgodovina slovenskega naroda (2. predelana in dopolnjena izdaja; zvezki I., II. in V., 1964, 1965, 1974)
- Boj za staro pravdo v 15. in 16. stoletju na Slovenskem, 1974
- Zgodovina slovenskega naroda I: Od naselitve do uveljavljenja frankovskega reda (z uvodnim pregledom zgodovine slovenskega ozemlja do naselitve alpskih Slovanov) (3. izdaja, 1978)
- Slovensko narodno vprašanje in slovenski zgodovinski položaj (uredil Janko Prunk, Ljubljana: Slovenska matica, 1987)
- Oblikovanje severne slovenske narodnostne meje (Ljubljana: Zveza zgodovinskih društev Slovenije, 1994)
- Karantanija: izbrane razprave in članki (izbral, uredil in spremno besedo napisal Peter Štih, Ljubljana: Slovenska matica, 2000)

### Kolektivna dela (soavtorstvo)
- Zgodovina narodov Jugoslavije I - II, 1953, 1959
- Enciklopedija Jugoslavije I - VIII, 1955-1971
- Gospodarska in družbena zgodovina Slovencev: zgodovina agrarnih panog I - II, 1970, 1980
- Zgodovina Slovencev, 1979
- Enciklopedija Slovenije 1-(-16), 1987-(-2002)